# Raión de Vaŭkavysk
Vaŭkavysk (en bielorruso: Ваўкавыскі раён) es un raión o distrito de Bielorrusia, en la provincia (óblast) de Goradnia. Su capital es Vawkavysk.
Comprende una superficie de 1194 km².

## Demografía
Según estimación 2010 contaba con una población total de 75329 habitantes.

## Subdivisiones
Comprende la ciudad subdistrital de Vawkavysk, los asentamientos de tipo urbano de Krasnasielski y Ros y 10 consejos rurales:
- Vawkavysk
- Voupa
- Viareiki
- Hniezna
- Izabielin
- Krasnasielski
- Padarosk
- Ros
- Súbachy
- Shýlavichy